# حسين ربيع
حسين ربيع, حارس المنتخب السعودي للشباب انتقل عام 2009 إلى نادي النصر السعودي من نادي الرياض مع زميله سعود حمود. من مواليد 1989 استغنى عنه نادي النصر و لعب بعدها مع نادي هجر و بعد هجر انتقل إلى الوطني.